# Monumento a Giacomo Matteotti
Il Monumento a Giacomo Matteotti è una scultura astratta che sorge presso il Lungotevere Arnaldo da Brescia a Roma.
Il monumento fu eretto in memoria del deputato e segretario del Partito Socialista Unitario, rapito da una squadra fascista il 10 giugno 1924 nelle immediate vicinanze e poco dopo assassinato nei dintorni della Capitale. La scultura è opera di Iorio Vivarelli il quale, come soldato italiano di stanza in Montenegro durante la seconda guerra mondiale, dopo l'8 settembre 1943 fu imprigionato e deportato dalle forze naziste.

## Descrizione e storia
Il monumento sorge in un piccolo lotto verde semicircolare situato sulla sommità dello Scalo de Pinedo, ex porto fluviale sul fiume Tevere. Venne finanziato con una raccolta di fondi privati promossa dal Partito Socialista Italiano e inaugurato nel 50º anniversario del delitto (1974). 
La struttura, interamente in bronzo, si compone di due parti: una guglia alta e slanciata e, alla base di questa, un groviglio che richiama forme di origine organica come ossa o tessuti umani; una targa rivolta verso la strada riporta una frase attribuita allo stesso Matteotti in punto di morte: Uccidete pure me, ma l'idea che è in me non l'ucciderete mai. L'autore intitolò l'opera: L'idea, la morte, ispirandosi proprio alla frase suddetta.
In una lettera inviata alla Fondazione Giacomo Matteotti, Vivarelli illustrò nel dettaglio il significato delle forme:
(Iorio Vivarelli)
Varie altre targhe sono si sono aggiunte negli anni ai piedi del monumento; una di esse, posata nel 2004, recita: «Il PSDI in memoria dell'80º anniversario del vile assassinio di Giacomo Matteotti».